# Macromitrium mittenianum
Macromitrium mittenianum är en bladmossart som beskrevs av Steere 1948. Macromitrium mittenianum ingår i släktet Macromitrium och familjen Orthotrichaceae. Inga underarter finns listade i Catalogue of Life.